# Luhmühlen Horse Trials
Luhmühlen Horse Trials är en årlig tävling i fälttävlan som hålls i Luhmühlen. Tävlingen är en av endast sex tävlingar i världen som genomförs på den svåraste nivån CCI****, vanligtvis genomförs även en CIC***-klass. Fram till 2004 hölls tävlingen på CCI*** och CCI** nivå.  

## Vinnare
| År   | Ryttare          | Häst                    | Land           |
| ---- | ---------------- | ----------------------- | -------------- |
| 2012 | Michael Jung     | Leopin FST              | Tyskland       |
| 2011 | Andreas Dibowski | Butts Leon              | Tyskland       |
| 2010 | Sharon Hunt      | Tankers Town            | Storbritannien |
| 2009 | Michael Jung     | La Biosthetique-Sam FBW | Tyskland       |
| 2008 | William Fox-Pitt | Macchiato               | Storbritannien |
| 2007 | Ruth Edge        | Two Thyme               | Storbritannien |
| 2006 | Frank Ostholt    | Air Jordan              | Tyskland       |
| 2005 | Bettina Hoy      | Ringwood Cockatoo       | Tyskland       |